# Memorandum der slowakischen Nation

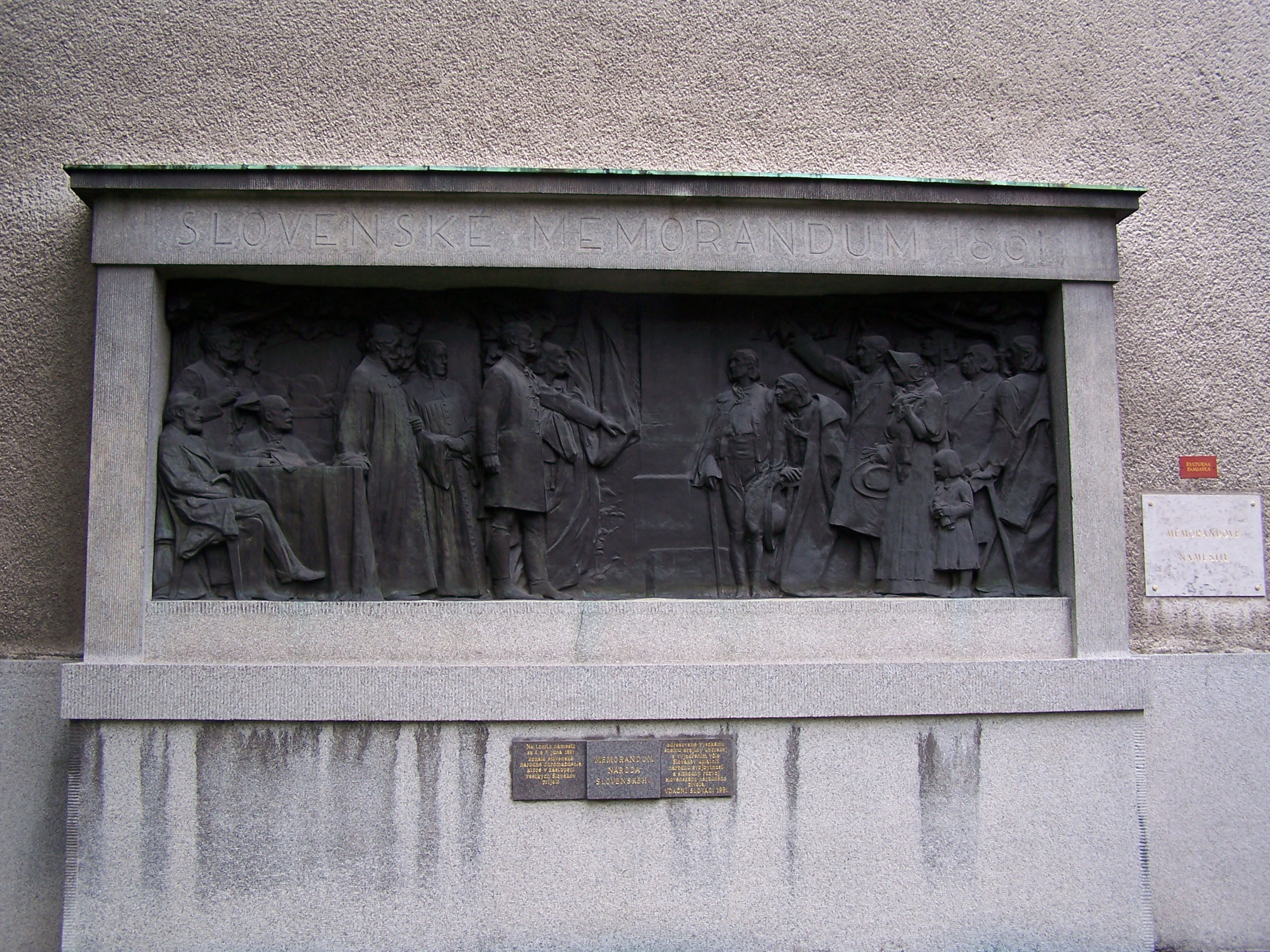
Eine Gedenktafel an das Memorandum in Martin

Das Memorandum der slowakischen Nation (slowakisch Memorandum národa slovenského) war ein am 6. und 7. Juni 1861 an der slowakischen Nationalversammlung im damals oberungarischen, heute slowakischen Martin angenommenes Dokument, das staatsrechtliche, politische und kulturelle Anforderungen der Slowaken umfasste. An der Versammlung nahmen etwa 5000 Teilnehmer teil. Der Hauptautor war Štefan Marko Daxner.
Das Memorandum verlangte im Wesentlichen eine Schul- und kulturelle Autonomie. Zu einigen der Anforderungen gehörten:
- Errichtung einer Jura-Fakultät
- Gründung des Kulturinstitutes Matica slovenská
- Errichtung eines Instituts der slowakischen Sprache und Literatur an der Universität von Pest
- Möglichkeit, Schulunterricht auf Slowakisch zu führen
- Möglichkeit, slowakische (Land-)Wirtschaftliche Zeitschriften herauszugeben
- Möglichkeit, slowakische Wirtschaftsvereine zu gründen

Slowakische Nationalversammlung am 6. und 7. Juni 1861 vor der evangelischen Kirche in Martin (historische Ansichtskarte)

Dabei ging es nicht darum, das von den Slowaken mehrheitlich besiedelte Oberungarn vom Königreich Ungarn abzutrennen, wie es zum Beispiel während der Revolution von 1848/49 der Fall war, sondern eine Art Autonomie zu errichten. So sollte ein „oberungarische(s) slowakische(s) Gegend / Distrikt“ (slowakisch Hornouhorské slovenské okolie) gegründet werden. Dieses sollte vollständig folgende Komitate umfassen: Arwa, Liptau, Scharosch, Sohl, Trentschin, Turz und Zips. Slowakische Teile mehrsprachiger Komitate sollten als neue Komitate im Distrikt entstehen oder den angrenzenden slowakischen Komitaten eingegliedert werden. Es handelt sich um folgende Komitate: Abaúj, Barsch, Gemer und Kleinhont,  Hont, Neutra, Neograd, Pressburg, Semplin und Torna.
Diese Anforderungen wurden dem ungarischen Landtag vorgebracht, stießen aber auf eine Ablehnung der ungarischen politischen Kreise: daher wurde das Memorandum nicht genehmigt. Von diesen Kreisen wurde auch eine Kampagne gegen das Memorandum angefangen, um Verfasser des Dokuments zu diskreditieren und zeigen, dass das slowakische Volk sich indifferent gegenüber dem Memorandum verhielt. So wurden von verschiedenen Städten im vorgeschlagenen „Distrikt“, darunter auch von Neusohl (slowakisch Banská Bystrica), die zum Sitz dieses Distrikts werden sollte, die „Treue zur ungarischen Heimat“ ausgedrückt. Nach dem Scheitern dieses Vorhabens wendeten sich die Verfasser an den Kaiserhof in Wien, wo sie weiter die Anforderungen spezifizierten. Dieses am 12. Dezember 1861 vorgeschlagenes Dokument wird als Wiener Memorandum (slowakisch Viedenské memorandum) bezeichnet.
Trotz des erfolglosen Ergebnisses blieb das Memorandum der slowakischen Nation bis zum Ende des Ersten Weltkriegs und folgenden Eingliederung der Slowakei in die Tschechoslowakei die Programmbasis der slowakischen Politiker im Königreich Ungarn, wie zum Beispiel für die 1871 gegründete Slowakische Nationalpartei.
Zum 150. Jahrestag der Annahme des Memorandums wurden 2011 von der Nationalbank der Slowakei Sammlermünzen im Wert von 10 Euro herausgegeben.

## Quelle
- Dušan Kováč et al.: Kronika Slovenska 1. Fortuna Print, Bratislava 1998, ISBN 80-7153-174-X.